# Emil Doepler
Emil Döpler zwany „młodszym” (ur. 29 października 1855 w Monachium, zm. 21 grudnia 1922 w Berlinie) – niemiecki grafik użytkowy, heraldyk i nauczyciel.

## Życiorys
Był synem profesora Karla Emila Döplera zwanego „starszym” (1824–1905). Początkowo uczył się malarstwa pod kierunkiem ojca. W latach 1870–1873 studiował w Szkole Rzemiosła Artystycznego w Berlinie-Charlottenburgu. Od roku 1873 pracował samodzielnie jako ilustrator. W latach 1876–1877 kontynuował studia na berlińskiej Akademie der Künste. W roku 1881 został powołany na stanowisko nauczyciela w Muzeum Rzemiosła Artystycznego w Berlinie. W roku 1889 otrzymał tytuł profesora w szkole przy tymże muzeum. Do jego uczniów należał m.in. grafik Ludwig Sütterlin
W roku 1887 zaprojektował herb miasta Essen. Döpler zaprojektował herb Niemiec używany w latach 1919–1928.